# Stołowa pilarka tarczowa

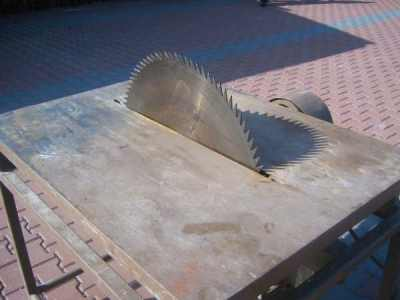
Piła tarczowa „domowej” konstrukcji, zwraca uwagę brak osłon

Stołowa pilarka tarczowa (krajzega – nazwa używana głównie w centralnej Polsce, trajzega – głównie w woj. łódzkim oraz świętokrzyskim, cyrkularka, cyrkulatka, curkulatka, – głównie w Galicji, piła do drewna, piła budowlana) – maszyna służąca do cięcia drewna, rzadziej betonu, płytek ceramicznych, aluminium przy pomocy piły mającej kształt okrągłej tarczy zębatej.
Składa się z podstawy (kratownica metalowa lub żeliwny odlew; dawniej także drewniany stół o wzmocnionej konstrukcji), do której umocowany jest blat (stalowy bądź aluminiowy, w konstrukcjach domowych często drewniany lub z lignofolu) i wałek z przymocowaną piłą tarczową. Wałek ten jest napędzany paskiem klinowym do prędkości ok. 2–4 tys. obr./min przez silnik zamocowany w dolnej części konstrukcji.
Silnik elektryczny w niej zamocowany jest najczęściej trójfazowym silnikiem asynchronicznym pracującym przy napięciu trójfazowym 400 V.
Ze względu na prostą konstrukcję, piły tarczowe często wykonywane są w domowych warunkach. Zwykle nie posiadają one osłon ani innych zabezpieczeń (np. tzw. klina rozszczepiającego czy wyłącznika awaryjnego), co jest częstą przyczyną wypadków.